# 嘉悦敏
嘉悦 敏（かえつ さとし、1870年1月9日（明治2年12月8日） - 1944年（昭和19年）1月24日）は、大日本帝国陸軍軍人。最終階級は陸軍少将。位階勲等功級は従四位勲三等功五級。

## 経歴・人物
嘉悦氏房（旧 熊本藩士、1100石）の次男として肥後国（現・熊本県）に生まれる。
1891年（明治24年）陸軍士官学校第2期卒業。翌年、陸軍騎兵少尉に任官する。
1911年（明治44年）5月に騎兵第26連隊長を経て、1912年（明治45年）1月に参謀本部附となり雲南に駐在する。
ついで、1913年（大正2年）3月に騎兵第1連隊附、同年8月に陸軍騎兵大佐・騎兵第23連隊長、1915年（大正4年）8月に軍馬補充部本部部員、1916年（大正5年）8月に静岡俘虜収容所長を経て、1918年（大正7年）7月に陸軍少将に進級と同時に待命、1919年（大正8年）1月に予備役に、1928年（昭和3年）4月に後備役に編入した。
退役後は、帝国輪業取締役および社長、根遠鉱業監査役を歴任した。

## 親族
- 父：嘉悦氏房（衆議院議員）
- 姉：嘉悦孝（学校法人嘉悦大学創立者）

## 栄典
勲章
- 1940年（昭和15年）8月15日 - 紀元二千六百年祝典記念章[8]